# منطقة كوشينيتسو
منطقة كوشينيتسو (باليابانية: 甲信越 Kōshin'etsu) هي منطقة جزئية من المنطقة المتوسطة منطقة تشوبو في اليابان. تضم هذه المنطقة محافظة ياماناشي، محافظة ناغانو، ومحافظة نييغاتا.
تأتي تسمية هذه المنطقة من اختصار أسماء المحافظات القديمة الثلاثة، كاي، شينانو، إيتشيغو.
أحياناً تضم هذه المنطقة مع منطقة كانتو ويشار إليها باسم منطقة كانتو-كوشينيتسو.

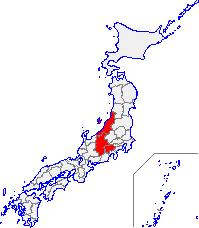
خريطة تظهر موقع منطقة كوشينيتسو باللون الاحمر.